# Poppleton-Manuskript
Das Poppleton-Manuskript ist eine mittelalterliche Handschrift, welche mutmaßlich um 1360 im Karmeliterkloster in York entstanden ist. Von dort brachte Robert von Poppleton diese Schrift mit in das Karmeliterkloster Hulne bei Alnwick, wo er Prior wurde. Die Handschrift ist die Hauptquelle der pseudohistorischen Chronik der Pikten. Heute befindet sich das Manuskript in der Französischen Nationalbibliothek in Paris unter der Signatur MS Latin 4126. Es enthält 296 Seiten und ist eine Zusammenstellung früherer Überlieferungen.
Die Handschrift enthält u. a. sieben Texte zur Frühgeschichte Schottlands, darunter
- De Situ Albanie
- fol. 27r-28v Cronica de origine antiquorum Pictorum
- fol. 28v-29v Chronik der Könige von Alba
- fol. 29v-31r Cronica regum Scotorum Trecenti Quatuordecim Annorum